# جرالد باتیکل
جرالد باتیکل (انگلیسی: Gérald Baticle؛ زادهٔ ۱۰ اکتبر ۱۹۶۹) بازیکن فوتبال اهل فرانسه است.
از باشگاه‌هایی که در آن بازی کرده‌است می‌توان به باشگاه فوتبال اوسر، باشگاه فوتبال استراسبورگ، باشگاه فوتبال لو آور، باشگاه فوتبال آمیان،باشگاه فوتبال متز، و باشگاه فوتبال تروا اشاره کرد.